# Région Pays de la Loire Tour
Région Pays de la Loire Tour, do 2022 Circuit de la Sarthe – francuski kolarski wyścig wieloetapowy, rozgrywany na obszarze Kraju Loary na zachodzie Francji w kwietniu. Od 2005 roku należy do cyklu UCI Europe Tour i posiada kategorię 2.1.
Wyścig odbył się po raz pierwszy w roku 1953 i organizowany jest co rok. Najwięcej zwycięstw jak do tej pory odniósł kolarz gospodarzy Jean Danguillaume, triumfując trzy razy.
W 1969 roku zwycięstwo w klasyfikacji generalnej odniósł Ryszard Szurkowski.

## Zwycięzcy
Opracowano na podstawie:
| Rok  | Pierwsze              | Drugie                | Trzecie                 |          |
| ---- | --------------------- | --------------------- | ----------------------- | -------- |
| 1953 | Jacky Hays            | Roland Danguillaume   | Jean Danguillaume       |          |
| 1954 | Bernard Fournières    | Roger Provost         | Albert Rayer            |          |
| 1955 | André Bernard         | Christian Futol       | Robert Verdenal         |          |
| 1956 | Jean Danguillaume     | Yves Fayon            | J. Poulain              |          |
| 1957 | Raymond Guérin        | Georges Dubois        | Michel Le Bris          |          |
| 1958 | Jean Danguillaume     | Henri Perly           | Jean Jeugnet            |          |
| 1959 | Jean Danguillaume     | Bachteel              | Jacques Simon           |          |
| 1960 | André Foucher         | René Fagault          | Jean-Yves Trolez        |          |
| 1961 | Jean Jeugnet          | Jean Claude Sevin     | Bellon                  |          |
| 1962 | Domingo Ferrer        | Yves Gougault         | Pierre Matignon         |          |
| 1963 | Claude Juin           | Michel Bechet         | Jean Cosseron           |          |
| 1964 | Jean Cosseron         | Yves Gougault         | Daniel Heck             |          |
| 1965 | José Manuel López     | José Suria            | Mariano Díaz            |          |
| 1966 | Pierre Matignon       | Serge Bolley          | Jean-Louis Jagueneau    |          |
| 1967 | Guy Grimbert          | Fernand Maurice       | Gérard Swertvaeger      |          |
| 1968 | Guy Grimbert          | Jacques Botherel      | Yves Ravaleu            |          |
| 1969 | Ryszard Szurkowski    | Patrice Testier       | Tino Tabak              |          |
| 1970 | Claude Lechatellier   | Ryszard Szurkowski    | Zbigniew Górski         |          |
| 1971 | Wladislaw Neljubin    | Rony Christiaens      | Krzysztof Stec          |          |
| 1972 | Régis Ovion           | Claude Aigueparses    | Marcel Duchemin         |          |
| 1973 | Nikołaj Goriełow      | Ryszard Szurkowski    | Joël Hauvieux           |          |
| 1974 | Iwan Skosyriew        | Alain Meunier         | Aavo Pikkuus            |          |
| 1975 | Bernard Hinault       | Jan Brzeźny           | Jean-Claude Misac       |          |
| 1976 | Bernard Hinault       | Yves Hézard           | Yvon Bertin             |          |
| 1977 | Aavo Pikkuus          | Gregor Braun          | Jan Brzeźny             |          |
| 1978 | Bernd Drogan          | Yvon Bertin           | Mariano Martínez        |          |
| 1979 | Christian Muselet     | Michal Klasa          | Aavo Pikkuus            |          |
| 1980 | Greg LeMond           | Ladislav Ferebauer    | Jan Jankiewicz          |          |
| 1981 | Juri Barinow          | Iwan Miszczenko       | Şahit Zahretdinef       |          |
| 1982 | Iwan Miszczenko       | Milan Jurčo           | Anatolij Jarkin         |          |
| 1983 | Pascal Jules          | Claude Moreau         | Jérôme Simon            |          |
| 1984 | Claude Moreau         | Yvan Lamote           | Régis Clère             |          |
| 1985 | Pascal Jules          | Ronan Pensec          | Wiktor Demidenko        |          |
| 1986 | Didier Garcia         | Daniel Wyder          | John Talen              |          |
| 1987 | Pēteris Ugrjumovs     | Pascal Lance          | Kurt Steinmann          |          |
| 1988 | Thierry Marie         | Wiaczesław Jekimow    | Jean-Claude Colotti     |          |
| 1989 | Thierry Laurent       | Wiaczesław Jekimow    | Gilbert Duclos-Lassalle |          |
| 1990 | Dmitrij Żdanow        | Michel Vermote        | Thierry Marie           |          |
| 1991 | Bruno Cornillet       | Armand de Las Cuevas  | Jean-Philippe Dojwa     |          |
| 1992 | Jean-François Bernard | Philippe Bouvatier    | Robert Forest           |          |
| 1993 | Jean-François Bernard | Laurent Bezault       | Thierry Dupuy           |          |
| 1994 | Stéphane Heulot       | Laurent Brochard      | Erwin Thijs             |          |
| 1995 | Thierry Marie         | Patrick Jonker        | Pascal Lance            |          |
| 1996 | Adriano Baffi         | Mariano Rojas         | Stéphane Heulot         |          |
| 1997 | Melchor Mauri         | Pascal Lino           | Tony Rominger           |          |
| 1998 | Melchor Mauri         | Marc Streel           | Jaan Kirsipuu           |          |
| 1999 | Steffen Kjærgaard     | Gilles Maignan        | Jens Voigt              |          |
| 2000 | David Cañada          | Jens Voigt            | Laurent Brochard        |          |
| 2001 | David Millar          | Anthony Morin         | Franck Bouyer           |          |
| 2002 | Didier Rous           | Bradley McGee         | Artūras Kasputis        |          |
| 2003 | Carlos Da Cruz        | Aleksiej Siwakow      | Laurent Brochard        |          |
| 2004 | Thomas Lövkvist       | Franck Bouyer         | Ronny Scholz            |          |
| 2005 | Sylvain Chavanel      | Markus Fothen         | Wołodymyr Biłeka        |          |
| 2006 | Stefan Schumacher     | Serhij Honczar        | Brian Vandborg          |          |
| 2007 | Andreas Klöden        | Nicolas Vogondy       | Władimir Duma           |          |
| 2008 | Thomas Voeckler       | Christian Vande Velde | Tiziano Dall'Antonia    |          |
| 2009 | David Le Lay          | Enrico Rossi          | Benoît Vaugrenard       |          |
| 2010 | Luis León Sánchez     | Tiago Machado         | Julien Simon            |          |
| 2011 | Anthony Roux          | Blel Kadri            | David Millar            |          |
| 2012 | Luke Durbridge        | Manuele Boaro         | Nelson Oliveira         |          |
| 2013 | Pierre Rolland        | Jan Bárta             | Tobias Ludvigsson       |          |
| 2014 | Ramūnas Navardauskas  | Rohan Dennis          | Julien Simon            |          |
| 2015 | Ramūnas Navardauskas  | Manuele Boaro         | Adriano Malori          |          |
| 2016 | Marc Fournier         | Jérôme Coppel         | Juan José Lobato        |          |
| 2017 | Lilian Calmejane      | Arthur Vichot         | Jonathan Castroviejo    |          |
| 2018 | Guillaume Martin      | Xandro Meurisse       | Justin Jules            |          |
| 2019 | Alexis Gougeard       | Quentin Pacher        | Oscar Riesebeek         |          |
| 2020 | odwołany              | odwołany              | odwołany                | odwołany |
| 2021 | odwołany              | odwołany              | odwołany                | odwołany |
| 2022 | Olav Kooij            | Benoît Cosnefroy      | Xandro Meurisse         |          |
| 2023 | Alexander Kamp        | Fredrik Dversnes      | Valentin Ferron         |          |
| 2024 | Marijn van den Berg   | Ewen Costiou          | Fredrik Dversnes        |          |
| 2025 | Kévin Vauquelin       | Alexandre Delettre    | James Shaw              |          |